# Ron Arad (piloot)

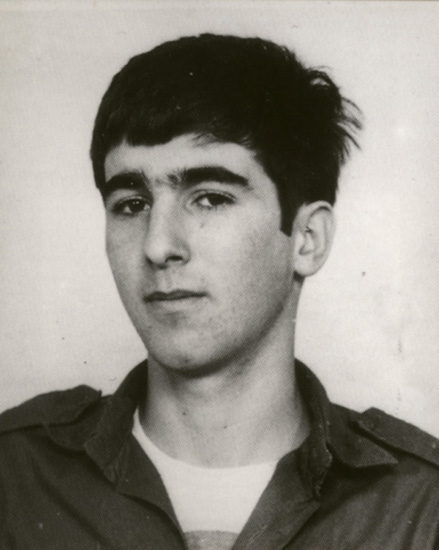
Ron Arad

Ron Arad, Hebreeuws:רון ארד, (Israël, 5 mei 1958 - Libanon?, mei? 1988?) is een navigator bij de Israëlische luchtmacht die officieel geregistreerd staat als vermist maar van wie wordt aangenomen dat hij overleden is. Volgens de militante sjiitische Hezbollah-beweging uit Libanon is Ron Arad omgekomen tijdens een ontsnappingspoging in mei 1988.

## Gevangenschap
Luitenant-kolonel Arad nam deel aan een missie om PLO-doelen vlak bij het Libanese Sidon aan te vallen op 16 oktober 1986. Blijkbaar ging de bom die gedropt werd te vroeg af waardoor er schade ontstond aan het vliegtuig. Om deze reden moesten Arad en de piloot met hun schietstoel het vliegtuig ontvluchten. De piloot werd enkele uren later gered, maar Arad kwam in de handen van de sjiitische militie Amal-beweging. 
Arad werd naar Beiroet gebracht waar hij gevangen gehouden werd door het beveiligingshoofd van de Amal Mustafa Dirani. Nabih Berri, leider van de Amal-militie, eiste in ruil voor Arads vrijlating de vrijlating van sjiitische en Libanese gevangenen uit Israël.
In 1987 kwamen twee brieven, geschreven in Rons handschrift en twee foto's van hem met een baard naar buiten. Hiermee was het bewijs geleverd dat hij nog in leven was. De Israëlische regering onderhandelde met Amal over zijn vrijlating, maar in 1988 liepen deze onderhandelingen op niets uit. Volgens sommigen zou Arad 'verkocht' zijn aan Iran. Over de periode daarna zijn betrouwbare bewijzen over Arads huidige status nauwelijks beschikbaar.
Om zijn vrijlating te bespoedigen nam Israël in 1989 het Hezbollah-lid sjeik Abdul-Karim Obeid gevangen en in 1994 ook Mustafa Dirani. De Israëlische regering beval hen vast te houden om zo meer informatie over Arad los te krijgen. Dirani gaf aan dat Arad op 4 mei 1988 aan Hezbollah overgedragen was en dat zij hem vervolgens aan de Iraanse Revolutionaire Garde hadden overgedragen. De Iraanse Revolutionaire Garde was op dat moment in Libanon om Hezbollah-leden te trainen. Wellicht zouden zij hem meegenomen hebben naar Iran. Verschillende Iraanse ex-gevangenen van de beruchte Evin-gevangenis zouden omschrijvingen gegeven hebben van een medegevangene die niet-Iraans was en op Arad zou lijken. Maar tot dusver hebben noch de militante bewegingen als Amal of Hezbollah noch Iran duidelijke informatie kunnen geven over het lot van Ron Arad. Karim-Obeid en Dirani kwamen in 2004 vrij toen zij samen met anderen geruild werden voor de gevangen gehouden Israëlische ex-kolonel en zakenman Elchanan Tannenbaum.
In 2003 gaf de toenmalige Israëlische minister-president Ariel Sharon aan dat een agent van de veiligheidsdienst om het leven was gekomen tijdens een actie om Arad terug te halen naar Israël. 
In 2006 gaf Hezbollah-leider Hassan Nasrallah aan dat volgens Hezbollah Arad overleden is en dat niet bekend is waar zijn stoffelijk overschot zich bevindt. Dit was de eerste keer dat Hezbollah in het openbaar toegaf niet te weten waar Arad (dood of levend) zich bevond.
Op 28 augustus 2006 kwam de Lebanese Broadcasting Corporation (Al-Fadha'iya Al-Lubnaniya) met nieuw beeldmateriaal van Arad dat uit 1988 afkomstig zou zijn.
In oktober 2007 kreeg Israël een twintig jaar oude brief die Arad geschreven had aan zijn familie. Israël gaat er nog steeds van uit dat Arad in leven zou kunnen zijn.
Op 29 juni 2008 vertelde de Duitse VN-bemiddelaar Gerhard Konrad de Israëlische regering dat Arad volgens Hezbollah dood was. 
Tijdens een door Hassan Nasrallah gehouden nieuwsconferentie op 2 juli 2008 gaf hij aan dat Hezbollah een grondig onderzoek had gehouden naar het lot van Ron Arad. Tijdens het driejarige onderzoek zouden er diepgaande interviews gehouden zijn met prominente figuren in Libanon. Hij weigerde een conclusie van het onderzoek in het openbaar te geven, maar zei dat de informatie aan de VN-bemiddelaar tussen Hezbollah en Israël overhandigd was.